# Konföderation von Tarnogród
Die Konföderation von Tarnogród war eine durch den polnischen Adel gebildete Konföderation in Tarnogród der Jahre 1715 und 1716. Sie richtete sich gegen den polnischen König August II., seine Reformen und dessen in Polen stationierte Sächsische Armee.

## Hintergrund
Der Große Nordische Krieg traf das Königreich Polen-Litauen, als Teil der Personalunion Sachsen-Polen besonders hart. Große Teile des Königreichs erlagen immenser Verwüstung und schwedischer Kontribution. In weiten Teilen des Landes brach die Administration zusammen, besonders auf dem Gebiet des Großfürstentums Litauen herrschte Anarchie. Um dieser Herr zu werden, holte der König seine sächsischen Soldaten 1713 nach Polen. Um deren Unterhalt zu finanzieren, hob man neue Steuern aus, die dem lokalen Adel abgepresst wurden: eine Methode, die dem verhassten schwedischen Vorgehen wenige Jahre zuvor glich. Dies war ein deutlicher Bruch der adelsrepublikanischen Kardinalrechte, in der nur der Adel berechtigt war, neue Steuern zu beschließen. Der polnische Adel begann sich zu wehren. In den Wojewodschaften Kleinpolens entstanden 1714 die ersten konföderierten Widerstandsgruppen, die sich wenig später auf das ganze Land erweiterten, zudem verweigerten auch die polnischen Senatoren dem König ihre Unterstützung.

## Verlauf
Am 26. November 1715 bildete sich in Tarnogród die „Allgemeine Konföderation“ unter der Führung von Stanisław Ledóchowski. Als Ziel erkoren die Konföderierten die Verteidigung der „adelsrepublikanischen Freiheit“ (die eigenen Privilegien) und die Entfernung der sächsischen Truppen und Beamten vom Gebiet des Königreichs. Teile der polnischen Kron- und der Armee des Großfürstentums Litauen liefen zu den Aufständischen über, während sich deren Anführer, der Großhetman der Krone Adam Mikołaj Sieniawski und der Großhetman von Litauen Ludwik Pociej, eher neutral verhielten.
Im Winter begann der König eine Offensive unter der Führung von Generalfeldmarschall Jakob Heinrich von Flemming, aber es kam zu keiner Entscheidungsschlacht, man nahm lediglich Zamość ein. Im Januar 1716 wurde ein durch die polnischen Senatoren vermittelter Waffenstillstand in der  galizischen Ortschaft Rawa Ruska geschlossen, mit dem Ziel, den Konflikt in einer Sejmtagung zu lösen. Der Waffenstillstand war jedoch nur von kurzer Dauer, es entstanden neue Konföderationen, vor allem auf dem Gebiet Großpolens und des Großfürstentums Litauen. Der russische Zar Peter I., der eine gestärkte Position von König August II. in Polen-Litauen verhindern wollte, versprach den Konföderierten Unterstützung in der Vertreibung der sächsischen Truppen aus Polen und sogar die Entmachtung des sächsischen Königs.
Im Februar 1716 baten die Konföderierten den russischen Zaren, zwischen ihnen und König August zu vermitteln. Dem stimmte der polnische Monarch zu und reiste im April 1716 zu Verhandlungen mit dem Zaren nach Danzig. Die Friedensgespräche begannen im Juli 1716 in Lublin, wurden jedoch aufgrund der Einnahme Posens durch die Konföderierten unterbrochen. Die innenpolitische Lage der Konföderierten verschlechterte sich jedoch im Verlauf des Jahres zusehends, auch waren sie vom russischen Vermittler enttäuscht, sodass sie den Versuch unternahmen, mit dem König direkt zu verhandeln, was allerdings scheiterte. In dieser Situation ersuchte der König Mitte des Monats August 1716 den russischen Zaren persönlich um militärischen Beistand, was den Einmarsch von 18.000 Mann starken russischen Truppen in Polen (unter Fürst Dołgoruki) zur Folge hatte.
Im Oktober 1716 nahm man in Warschau erneut einen Anlauf, den Konflikt mit friedlichen Mitteln zu lösen. Die Gespräche verliefen mühsam, doch letztlich fand man einen Kompromiss und schloss ein Friedenstraktat am 3. November 1716, das im Stummen Sejm von 1717 bestätigt wurde.